# Exallonyx leviventris
Exallonyx leviventris is een vliesvleugelig insect uit de familie van de Proctotrupidae. De wetenschappelijke naam van de soort is voor het eerst geldig gepubliceerd in 1908 door Kieffer.